# Adapsilia flavopilosa
Adapsilia flavopilosa är en tvåvingeart som först beskrevs av Friedrich Georg Hendel 1913.  Adapsilia flavopilosa ingår i släktet Adapsilia och familjen Pyrgotidae. Inga underarter finns listade i Catalogue of Life.